# Atletismo nos Jogos Olímpicos de Verão de 1984 - 20 km marcha atlética masculina
A competição masculina de 20 km marcha nos Jogos Olímpicos de Verão de 1984 aconteceu na sexta-feira, dia 3 de agosto de 1984. Estavam inscritos 42 atletas de 24 países, dos quais 4 não alinharam na partida. 

## Medalhistas
| Ouro   | MEX Ernesto Canto     |
| Prata  | MEX Raúl González     |
| Bronze | ITA Maurizio Damilano |

## Recordes
Antes desta competição, os recordes mundiais e olímpicos da prova eram os seguintes:
| Tipo | Atleta            | Tempo     | Local   | Data                   |
| ---- | ----------------- | --------- | ------- | ---------------------- |
|      | Jozef Pribilinec  | 1:19:30 h | Bergen  | 23 de setembro de 1983 |
|      | Maurizio Damilano | 1:23:35 h | Moscovo | 24 de julho de 1980    |

## Resultados finais
| #                  | Atleta               | País               | Tempo   | Notas |
| ------------------ | -------------------- | ------------------ | ------- | ----- |
| Medalha de ouro    | Ernesto Canto        | México             | 1:23:13 | OR    |
| Medalha de prata   | Raúl González        | México             | 1:23:20 |       |
| Medalha de bronze  | Maurizio Damilano    | Itália             | 1:23:26 |       |
| 4                  | Guillaume Leblanc    | Canadá             | 1:24:29 |       |
| 5                  | Carlo Mattioli       | Itália             | 1:25:07 |       |
| 6                  | José Marín           | Espanha            | 1:25:32 |       |
| 7                  | Marco Evoniuk        | Estados Unidos     | 1:25:42 |       |
| 8                  | Erling Andersen      | Noruega            | 1:25:54 |       |
| 9                  | Querubín Moreno      | Colômbia           | 1:26:04 |       |
| 10                 | David Smith          | Austrália          | 1:26:48 |       |
| 11                 | François Lapointe    | Canadá             | 1:27:06 |       |
| 12                 | Héctor Moreno        | Colômbia           | 1:27:12 |       |
| 13                 | Philip Vesty         | Reino Unido        | 1:27:28 |       |
| 14                 | Simon Baker          | Austrália          | 1:27:43 |       |
| 15                 | Gérard Lelièvre      | França             | 1:27:50 |       |
| 16                 | Willi Sawall         | Austrália          | 1:28:24 |       |
| 17                 | Marcelino Colín      | México             | 1:28:26 |       |
| 18                 | Francisco Vargas     | Colômbia           | 1:28:46 |       |
| 19                 | Ian McCombie         | Reino Unido        | 1:28:53 |       |
| 20                 | Martial Fesselier    | França             | 1:29:46 |       |
| 21                 | Marcel Jobin         | Canadá             | 1:29:49 |       |
| 22                 | Chand Ram            | Índia              | 1:30:06 |       |
| 23                 | Jim Heiring          | Estados Unidos     | 1:30:20 |       |
| 24                 | Steve Barry          | Reino Unido        | 1:30:46 |       |
| 25                 | José Pinto           | Portugal           | 1:30:54 |       |
| 26                 | Abdelouahab Ferguene | Argélia            | 1:31:24 |       |
| 27                 | Zhang Fuxin          | China              | 1:32:10 |       |
| 28                 | Alessandro Pezzatini | Itália             | 1:32:27 |       |
| 29                 | Martin Toporek       | Áustria            | 1:33:58 |       |
| 30                 | Benamar Kechkouche   | Argélia            | 1:34:12 |       |
| 31                 | Santiago Fonseca     | Honduras           | 1:34:47 |       |
| 32                 | Pius Munyasia        | Quênia             | 1:34:53 |       |
| 33                 | Daniel O'Connor      | Estados Unidos     | 1:35:12 |       |
| 34                 | José Víctor Alonzo   | Guatemala          | 1:35:32 |       |
| 35                 | Stefano Casali       | San Marino         | 1:35:48 |       |
| 36                 | Osvaldo Morejón      | Bolívia            | 1:44:42 |       |
| 37                 | Luis Campos          | El Salvador        | 1:48:45 |       |
| 38                 | Amjad Tawalbeh       | Jordânia           | 1:49:35 |       |
| NÃO PARTIRAM (DNS) |                      |                    |         |       |
| —                  | Reima Salonen        | Finlândia          | DNS     |       |
| —                  | Dominique Guebey     | França             | DNS     |       |
| —                  | Dieter Hoffmann      | Alemanha Ocidental | DNS     |       |
| —                  | Lars Ove Moen        | Noruega            | DNS     |       |

Legenda
| Recorde mundial      | Recorde mundial (World record)               |                       | Recorde africano                      | Recorde africano (African) |                                           | Q | Classificado por posição (Qualified) |
| Recorde olímpico     | Recorde olímpico (Olympic record)            | Recorde da América    | Recorde da América (Americas)         | q                          | Classificado por melhor tempo (Qualified) |   |                                      |
| Melhor marca do ano  | Melhor marca do ano (World leading)          | Recorde asiático      | Recorde asiático (Asian)              | DNS                        | Não largou (Did not start)                |   |                                      |
| Recorde nacional     | Recorde nacional (National record)           | Recorde europeu       | Recorde europeu (European)            | DNF                        | Não terminou (Did not finish)             |   |                                      |
| Recorde pessoal      | Recorde pessoal do atleta (Personal best)    | Recorde da Oceania    | Recorde da Oceania (Oceania)          | DSQ / DQ                   | Desclassificado (Disqualified)            |   |                                      |
| Recorde da temporada | Recorde da temporada do atleta (Season best) | Recorde sul-americano | Recorde sul-americano (South America) | NM                         | Sem marca (No mark)                       |   |                                      |